# Nannocyrtopogon jbeameri
Nannocyrtopogon jbeameri là một loài ruồi trong họ Asilidae. Nannocyrtopogon jbeameri được Wilcox & Martin miêu tả năm 1957.